# Len Lakofka
Lenard William Lakofka dit Len Lakofka ou Lenard W. Lakofka (né le 10 janvier 1944 à Chicago (Illinois) et mort le 23 octobre 2020 à Palm Desert (Californie)) est un concepteur de jeux et auteur américain, surtout connu pour sa participation au jeu de rôle Donjons et Dragons et pour ses activités « diplomatiques » dans les années 1960 et 1970. 
Bien qu'il n'ait jamais fait partie de l'équipe de TSR, la maison d’édition qui a publié Donjons et Dragons, il est l'une des personnes qui a le plus influencé le développement original du jeu.

## Biographie

### JeuDiplomatie
Dans les années 1960, alors qu'il vit encore à Chicago, Len Lakofka commence à jouer aux wargames, en particulier à Diplomatie. Sa passion croissante pour Diplomatie le conduit à adhérer à l’International Federation of Wargamers ; c'est ainsi qu'il rencontre le vice-président de l'IFW, l’auteur de jeux de rôle Gary Gygax. En 1968, Gary Gygax convainc l'IFW d'organiser une convention d'une journée, ce qui deviendra la Gen Con, à l'Horticultural Hall de Lake Geneva (Wisconsin). À ce moment, Lakofka est président de l'IFW et fait le déplacement jusqu'à Lake Geneva pour aider au montage, aux animations et au nettoyage. À la fin de la journée, avant de reposer son tablier et de fermer le Hall, Gygax présente des nouvelles règles de combat pour figurines à Lakofka et à quelques autres. Ces règles seront publiées sous le nom de Chainmail, le précurseur de Donjons et Dragons. En 1969, il organise également la Gen Con II.
Entre la première Gen Con et la Gen Con II, Len Lakofka écrit le premier numéro de son propre dipzine (un fanzine consacré à Diplomatie) intitulé Liaisons Dangereuses. Au total, il en publiera 81 numéros entre mai 1969 et juillet 1977. Il crée d’autres dipzines : Brontosauras (une sorte de supplément à Liaisons Dangereuses, 7 numéros entre 1969 et 1975, qui lui sert à relayer des résultats arrivés trop tardivement pour être publiés dans Liaisons Dangereuses et qui ne peuvent attendre le numéro suivant), Neophyte (9 numéros publiés en 1971 et 1972) et The Neophyte Grand Tournament Gazette (créé pour l’organisation d’un tournoi, il ne rédige que les deux premiers numéros en 1972 avant de passer la main), Steppenwolf (17 numéros de 1972 à 1974), Kaleidoscope (2 numéros, un en 1973 et un en 1975, destinés aux joueurs débutants), Meneltarma (2 numéros rédigés en 1975 qui lui permettent de relayer les infos de la Postal Diplomacy Rating Commission, une association qui essaye d’organiser le jeu Diplomacy par correspondance postale) et enfin The Analyst (2 numéros uniquement en 1976 pour commenter des parties). Lakofka est également le responsable éditorial du numéro de 1976 de Diplomacy Handbook (la publication annuelle de l’éphémère International Diplomacy Association).
En 1972, 1973 et 1974, Len Lakofka organise la DipCon (Diplomacy Convention qui deviendra avec le temps le championnat d’Amérique du Nord de Diplomatie). Il termine 4e de la DipCon 1974, son meilleur classement connu en tournoi. Il participe encore les années suivantes à cette même compétition sans améliorer son résultat.
Plus tôt dans l’année 1974, Len Lakofka joue une partie de Diplomatie restée célèbre sous le nom de The Prince William Invitational. Il joue l’Allemagne et les autres joueurs sont Edi Birsan, sans doute le plus célèbre de tous les joueurs de Diplomatie, qui joue l’Autriche-Hongrie, Allan B. Calhamer, le créateur du jeu, qui joue la Turquie, Jeff Power la France, Arnold Vagts la Russie, Don Lowry l’Angleterre et Bob Ward l’Italie. La partie se termine fin 1907 sur une nulle entre Len Lakofka (Allemagne), Power (France) et Vagts (Russie), les quatre autres joueurs étant éliminés. The Prince William Invitational a été publiée et commentée en anglais dans Hoosier Archives et Diplomacy World ainsi qu’en français dans le livret de règles de l’édition Descartes de 1994.

### Participation àDonjons et Dragons
En 1972, Gary Gygax et Dave Arneson commencent à développer ensemble un nouveau jeu de rôle, qui aboutira à la formation de Tactical Studies Rules (TSR) et à la publication de la première boîte de jeu de "Donjons et Dragons". Au moment du développement du jeu, Lakofka est l'un des testeurs réguliers et alerte Gygax sur les règles qu'il estime déséquilibrées. Peu après la parution de Donjons et Dragons en 1975, il commence à publier des articles sur D&D dans son fanzine "Liaisons Dangereuses". Bien que les articles soient signés de Lakofka et Gygax, tous les articles sont écrits par Lakofka seul (il ajoute le nom de Gygax afin de préserver le copyright de ce dernier sur D&D). Certains de ces articles sont presque aussitôt réédités dans le nouveau magazine "The Dragon". Lakofka commence à jouer à Chicago, avec un personnage joueur nommé "Léomund". Il crée également un univers de campagne pour D&D nommé les Îles de Lendore.
Bien que Lakofka ne soit pas membre de l'équipe de TSR au moment où les Règles Avancées de Donjons et Dragons (AD&D) sont en cours de développement, Gygax passe à Lakofka les copies des manuscrits du "Manuel des Joueurs" et du "Guide du Maître de Donjon". Lakofka corrige les manuscrits et contribue à enrichir les deux livres. Après la publication des livres de règles d'AD&D, il crée de nouveaux sorts, de nouveaux objets magiques et de nouveaux monstres, qui seront publiés dans "Dragon". Il écrit aussi plusieurs autres articles sur AD&D dans "Dragon", tout en continuant à aider à l'organisation des manifestations autour de Diplomatie et d'AD&D à la Gen Con (devenue propriété de TSR, Inc.).
Au cours du premier tournoi officiel d'AD&D, qui a lieu en janvier 1979 à la convention "Winter Fantasy", Lakofka finit second au classement. Plus tard la même année, Brian Blume de TSR contacte Lakofka lors d'une convention à Seattle et lui propose d'écrire des aventures pour AD&D. Lakofka accepte d'écrire trois scénarios pour la somme de 10 500 $. Le rédacteur en chef de "Dragon", Tim Kask propose de son côté à Lakofka de devenir un chroniqueur régulier et la rubrique mensuelle de Lakofka, Leomund's Tiny Hut, paraît à partir du numéro 30 d'octobre 1979.
En 1980, Lakofka propose trois scénarios à TSR, tirés des aventures qu'il avait créé à l'origine pour sa campagne personnelle des Îles de Lendore: "The Secret of Bone Hill", "The Assassin's Knot" et "Deep Dwarven Delve". Au même moment, Gary Gygax est en train de créer son décor de campagne fantastique pour le Monde de Faucongris et Lakofka lui demande si ses "Îles de Lendore" pourraient y être incorporées. Gygax accepte et Lakofka choisit la plus grande des îles de l'Archipel des Tournevent pour y situer ses aventures. En plus de ses contributions écrites, Lakofka continue d'être un joueur très en vue dans le monde de D&D: en 1980, il termine 6e au classement national de D&D; et la même année, il se classe troisième dans le tournoi de maîtres de donjon, à l'Invitational Dungeon Master's Tournament de la Gen Con (le vainqueur sera Frank Mentzer).
En 1981, le premier scénario de Lakofka, "L1 - The Secret of Bone Hill", est publié. La critique est mitigée. Dans le magazine "Different Worlds", Anders Swenson se plaint du caractère aléatoires des rencontres et du fait que les monstres et les citadins sont comprimés de manière irréaliste dans une aire géographique trop restreinte. Cependant, Jim Bambra de White Dwarf lui accorde 8 sur 10 et apprécie les situations de roleplaying que permet le scénario. James Maliszewski déclare que le module est l'un de ses favoris parce qu'il crée "un bac à sable très flexible pour une campagne de bas niveau".
En 1983, TSR publie la deuxième aventure de Lakofka, "L2 - The Assassin's Knot". À nouveau, la critique est mitigée. Dans The Space Gamer, Rick Swan estime que le mystère du meurtre à l'origine de l’intrigue est "une histoire très banale" et que l'aventure est "juste quelconque et insipide". Dans White Dwarf , Dave Morris a un avis différent: il la qualifie de "roman policier passionnant pour personnages d'AD&D" et lui attribue une note de 7 sur 10. En 2004, Erik Mona et James Jacobs classent "The Assassin's Knot" à la 29e place des meilleures aventures d'AD&D jamais écrites.
En plus de sa rubrique mensuelle dans Dragon, Lakofka continue à écrire d'autres articles. Pendant que Gygax est en train de créer le Monde de Faucongris, Lakofka suggère, en se basant sur les trajets des grandes migrations des divers peuples humains de la Tærre telles que décrites dans la campagne, que "ses" Îles de Lendore auraient pu être principalement peuplées par des Suellois. Lorsque dans l'édition de 1983 du "World of Greyhawk Fantasy Game Setting", les douze dieux du panthéon suellois paraissent sous la forme d'une simple liste, sans aucun détails, ni pouvoirs décrits, Lakofka prend sur lui d'étoffer les descriptions de chaque dieu; il en fait une série de cinq articles qui paraîtra dans Dragon en 1984.

### Après TSR
La parution de la troisième aventure de Lakofka, "L3 - Deep Dwarven Delve" était prévue pour 1986 et Lakofka avait prévu d'écrire deux autres aventures dans la série "L". Cependant, au cours de la lutte de pouvoir qui a lieu chez TSR à la fin de l'année 1985, Gary Gygax, l'ami de longue date de Lakofka, est évincé de la société. La nouvelle direction de l'entreprise ne souhaite plus travailler avec des amis de Gygax et les projets de publication de la troisième aventure de Lakofka sont enterrés. Lakofka cesse également d'écrire sa rubrique "Leomund's Tiny Hut" pour le magazine Dragon; son dernier article sera publié en avril 1986, dans le numéro 108.
Après cela, Lakofka quitte Chicago pour la Californie et n'écrira plus de suppléments d'AD&D pour TSR. Il faut attendre le rachat de TSR par Wizards of the Coast en 1997 et la résurrection du Monde de Faucongris pour que Lakofka se voit finalement proposer de publier "Deep Dwarven Delve" dans la boîte collector du 25e Anniversaire de D&D. En raison des changements dans les règles de D&D au cours de la décennie passé, Lakofka doit retravailler avec l'équipe de WotC pour mettre à jour l'aventure. Lakofka déclare que WotC a perdu sa version finale avant la parution, mais qu'au lieu de le lui dire, quelqu'un de WotC a inséré de nouvelles données dans une version antérieur avant l'envoi à l'imprimeur. Lakofka affirme par conséquent qu'environ 20 % du produit final n'est pas de lui.
Lakofka continue à travailler sur d'autres aventures de la série et, en 2009, le quatrième épisode des Îles de Lendore, "Devilspawn", est publié par Dragonsfoot.org et téléchargeable gratuitement. Fin 2013 parut le cinquième épisode, "The Kroten Campaign". Lakofka prévoit de publier 4 autres modules pour la série par le biais de Dragonsfoot.

### Sources
- Gygax, Gary - The World of Greyhawk (TSR, 1980).
- Gygax, Gary - World of Greyhawk Fantasy Game Setting (TSR, 1983).
- Lakofka, Lenard - The Assassin's Knot (TSR, 1983).
- Lakofka, Lenard - Deep Dwarven Delve (TSR, 1999).
- Lakofka, Lenard - The Secret of Bone Hill (TSR, 1981).
- Lakofka, Lenard - The Nystul and Lendore Isle Campaign, Footprints e-zine, 2005, disponible sur www.dragonsfoot.org
- Lakofka, Lenard - The Clergy of Phaulkon, Footprints e-zine, 2005, disponible sur www.dragonsfoot.org.
- Lakofka, Lenard - The Church of Osprem, Footprints e-zine, 2006 disponible sur www.dragonsfoot.org.